# Michael Clyne
Michael George Clyne (ur. 12 października 1939, zm. 29 października 2010) – australijski językoznawca. Zajmował się różnymi odłamami i zagadnieniami językoznawczymi, m.in. socjolingwistyką, pragmatyką, wielojęzycznością, nauką języka drugiego, kontaktami językowymi oraz komunikacją międzykulturową. 

## Życiorys
Absolwent Uniwersytetu w Melbourne, gdzie w 1960 r. otrzymał bakalaureat z zakresu czterech języków: niemieckiego, holenderskiego, francuskiego i islandzkiego. Dalszą edukację odbył na Monash University, gdzie uzyskał doktorat (1965, rozprawa pt. The language assimilation of post-war German-speaking migrants in Australia).
Jego dorobek naukowy obejmuje ponad 300 publikacji. W 1993 r. został uhonorowany Orderem Australii. Członek Australijskiej Akademii Nauk Społecznych (1982) i Australijskiej Akademii Nauk Humanistycznych (1983). Laureat nagrody Humboldta (2003) oraz Nagrody Braci Grimm (1999). Doktor honoris causa Uniwersytetu w Monachium. Jako profesor wizytujący wykładał w Niemczech (Hamburg, Heidelberg, Stuttgart) i we Włoszech (Werona).  Od 2005 był członkiem zagranicznym Królewskiej Holenderskiej Akademii Sztuk i Nauk.

## Wybrana twórczość
- Transference and Triggering (1967)
- Perspectives on Language Contact (1972)
- Forschungsbericht Sprachkontakt (1975)
- Deutsch als Muttersprache in Australien (1981)
- Language and Society in the German-speaking Countries (1984)
- Dynamics of Language Contact (2003)
- Australia's Language Potential (2003)